# Kawanoe (Ehime)
La ciudad de Kawanoe (川之江市 Kawanoe-shi?) fue una ciudad que estaba localizada en la región de Toyo (東予地方 Tōyo-chihō?) de la prefectura de Ehime. Era la ciudad más occidental de la prefectura y limitaba con las prefecturas de Kagawa y Tokushima. En la actualidad forma parte de la ciudad de Shikokuchuo.

## Características
Tenía una superficie de 69,37 km² y una población de 38.126 habitantes (al 1° de octubre de 2000). 
Limitaba con la ciudad de Iyomishima, la villa de Shingu del desaparecido distrito de Uma; también limitaba con las siguientes localidades de la prefectura de Kagawa: los pueblos de Toyohama (豊浜町 Toyohama-chō?) y Oonohara (大野原町 Oonohara-chō?), ambos del distrito de Mitoyo (三豊郡 Mitoyo-gun?) y actualmente forman parte de la ciudad de Kanonji (観音寺市 Kan'onji-shi?); y finalmente con el pueblo de Ikeda (池田町 Ikeda-chō?) del distrito de Miyoshi (三好郡 Miyoshi-gun?) de la prefectura de Tokushima, actualmente es parte de la ciudad de Miyoshi (三好市 Miyoshi-shi?).
Se extendía en torno al río Kinsei, que desemboca en el mar Interior de Seto y nace en el extremo oriental de la cordillera de Hoo, parte de la cadena montañosa de Shikoku.

## Historia
- 1954: El 1° de noviembre, se forma la ciudad de Kawanoe por la fusión de los pueblos de Kawanoe (川之江町 Kawanoe-chō?), Kamibun (上分町 Kamibun-chō?) y Kinsei (金生町 Kinsei-chō?), y las villas de Mendori (妻鳥村 Mendori-mura?), Kawataki (川滝村 Kawataki-mura?) y Kanada (金田村 Kanada-mura?).
- 1957: se inaugura el edificio del ayuntamiento.
- 1970: empieza el servicio de ferry que la conecta con la ciudad de Kobe.
- 1971: el puerto de Mishima Kawanoe es declarado Puerto Importante para Japón.
- 1972: en diciembre se inaugura el Túnel Sakaime (境目トンネル Sakaime-tonneru?) de la ruta nacional 192.
- 1980: en agosto se inaugura el túnel Horikiri (堀切トンネル Horikiri-tonneru?).
- 1983: en mayo se inaugura el actual edificio de la estación Kawanoe de la JR.
- 1984: 30° aniversario de su fundación.
- 1985: en marzo se inaugura el tramo intercambiador Mishima Kawanoe-intercambiador Doi de la autovía de Matsuyama, la primera autopista de la región de Shikoku.
- 1986: en julio finaliza la reconstrucción del castillo de Kawanoe.
- 2004: el 1° de abril se fusiona con la ciudad de Iyomishima, el pueblo de Doi y la Villa de Shingu (ambos del extinto distrito de Uma) para formar la ciudad de Shikokuchuo.

## Accesos

### Autopistas
- Autovía de Matsuyama
  - Empalme Kawanoe
  - Intercambiador Mishima Kawanoe

- Autovía de Kochi
  - Empalme Kawanoehigashi

### Rutas
- Ruta Nacional 11
- Ruta Nacional 192

### Ferrocarril
- Línea Yosan
  - Estación Kawanoe

## Personas destacadas
- Minoru Shiraishi, seiyu de quien se destaca su trabajo en Lucky ☆ Star.